# Symfonie nr. 6 (Gade)
De Symfonie nr. 6 van Niels Gade kreeg op 17 maart 1857 haar première.
Het werk kent een ongelukkige ontstaansgeschiedenis. In 1855 overleed Gades eerste vrouw Emma Sophia Hartmann in het kraambed van een tweeling. Gades kon bijna geen noot op papier krijgen. In oktober 1856 begon hij aan zijn zesde symfonie en voltooide haar in maart 1857, vlak voor die première. De muziek van de symfonie is een van de zwaardere in het pakket van Gade. Het werk begint en eindigt in g mineur.
De symfonie kent vier delen:
- Andantino – Allegro molto vivace
- Andante sostenuto
- Allegro moderato ed energico
- Finale: Andantino quasi allegretto – allegro vivace e animato

## Discografie
- opname Chandos: Deens Radio Symfonieorkest o.l.v. Christopher Hogwood
- opname Dacapo: Copenhagen Collegium Musicum o.l.v. Michael Schønwandt
- opname BIS Records: Stockholm Sinfonietta o.l.v. Neeme Järvi